# Claudio De Sousa
Claudio De Sousa (Roma, 10 agosto 1985) è un ex calciatore italiano, di ruolo attaccante.
È soprannominato la Pantera.

## Caratteristiche tecniche
In attività era un attaccante tecnico e veloce, impiegato prevalentemente come prima punta ma in grado di giocare anche in posizione arretrata o da esterno d'attacco.

## Carriera
Nato a Roma da padre angolano e madre marchigiana, De Sousa cresce nelle giovanili della Lazio.

### Gli inizi alla Lodigiani e l'esordio in Serie A con la Lazio
Nel 2001-2002 si trasferisce alla Lodigiani con cui disputa il campionato di Serie C1 giocando 8 partite. Il 18 agosto 2001 segna il suo primo gol tra i professionisti in una gara di Coppa Italia Serie C contro L'Aquila. Con la Lodigiani De Sousa disputa anche le successive due stagioni in Serie C2
contando 22 presenze ed una rete.
Nel gennaio del 2004 torna alla Lazio con cui, nella successiva stagione (2004-2005), fa il suo esordio in Serie A il 26 settembre 2004 nella sconfitta casalinga dei laziali contro il Milan per 2-1. Alla seconda presenza, il 27 ottobre 2004 contro il Messina, subentrato nel secondo tempo a Roberto Muzzi, va per la prima volta in gol in Serie A segnando la marcatura che fissa il punteggio finale di 2-0; al termine della partita l'allora attaccante dei biancocelesti Paolo Di Canio lo porta sotto la curva Nord a raccogliere l'omaggio dei tifosi. In stagione colleziona un totale di 4 presenze ed una rete.

### Torino, Catanzaro, Ancona e Pescara
Nel 2005-2006 si trasferisce al Torino in Serie B; in soli 4 mesi con i granata, che conquisteranno la promozione in Serie A, gioca 11 partite segnando una rete. A gennaio passa in prestito al Catanzaro, sempre in Serie B, dove gioca 14 partite segnando 2 reti che tuttavia non evitano la retrocessione dei calabresi in C1. La stagione successiva torna al Torino, neopromosso in Serie A senza scendere mai in campo e venendo utilizzato per lo più nella formazione Primavera.
Nel 2007-2008 viene ceduto, nuovamente in prestito, all'Ancona con cui disputa il campionato di Serie C1 totalizzando 25 presenze e 3 gol e conquistando la promozione in Serie B. La stagione seguente passa al Pescara in comproprietà ma con i biancazzuri scende in campo una sola volta, in Coppa Italia contro il Mezzocorona, a causa di un grave infortunio vascolare per colpa del quale gli viene anche tolta l'idoneità sportiva. A fine stagione De Sousa e il Pescara rescindono consensualmente il contratto.

### Il ritorno dopo l'infortunio: Murata e Chieti
Nel gennaio 2010 viene ingaggiato dalla formazione sammarinese del Murata che gli dà la possibilità di tornare a giocare. In un anno e mezzo gioca 28 partite segnando 19 reti.
Ristabilitosi dall'infortunio, nel 2012-2013 viene ingaggiato dal Chieti in Lega Pro Seconda Divisione. Il 9 settembre 2012 torna al gol nei campionati professionistici grazie alla doppietta messa a segno nella vittoria interna per 4-1 contro la Salernitana. Con la maglia neroverde gioca la miglior stagione della sua carriera segnando i 18 gol in 32 presenze (che gli valgono il secondo posto nella classifica marcatori della categoria) e diventando un idolo della tifoseria.

### L'Aquila, il prestito al Como e il ritorno in Abruzzo
Il 17 luglio 2013, firma un contratto biennale con L'Aquila con cui va in rete per la prima volta l'8 settembre 2013 nel successo esterno per 2-1 sul Lecce. Con i rossoblu segna due doppiette — contro il Viareggio e contro il Gubbio — imponendosi, con 10 marcature totali, come capocannoniere della squadra per la terza stagione consecutiva. L'anno seguente si presenta ai ranghi di partenza segnando il gol della vittoria nella sfida contro il Bologna in Coppa Italia.
Dopo aver esordito in campionato con L'Aquila, il 1º settembre passa al Como in prestito. Esordisce contro il Real Vicenza il 10 settembre e 3 giorni dopo segna il suo primo gol lombardo all'Albinoleffe. Durante la stagione contribuisce alla promozione in Serie B dei lariani realizzando 3 reti in 32 presenze.
Al termine del periodo in prestito, torna in Abruzzo venendo designato come capitano dei rossoblù in seguito all'addio di Marco Pomante. Fa il suo esordio stagionale andando nuovamente a segno in Coppa Italia contro l'Arezzo. Il 1º giugno 2016, dopo la retrocessione della squadra in Serie D, viene svincolato dal club

### Racing Roma e Racing Fondi
A luglio 2016 viene ufficializzato il suo ingaggio da parte della formazione del Racing Roma, militante in Serie C. Nella società capitolina colleziona la sua miglior stagione con ben 17 centri in campionato.
Nella stagione successiva, nel luglio 2017, la proprietà del Racing acquisisce il Fondi, rinominandolo Racing Fondi, trasferendovi i cartellini dei giocatori e chiudendo l'attività della soscietà romana. Pertanto disputa con questa maglia il campionato di Serie C.

### Viterbese Castrense
A gennaio 2018 si trasferisce alla Viterbese Castrense nel girone A di Serie C. A fine stagione torna dal prestito al Racing Fondi, che nel frattempo è retrocesso e si è trasferito ad Aprilia, fondendosi la squadra locale e ridenominandosi Aprilia Racing militante in Serie D .Rimane fuori rosa e si svincola solo a dicembre 2018

### Aprilia Racing Club ed Ostia Mare
A fine dicembre 2018 segue per la terza volta il patron Pezone e firma per l'Aprilia Racing Club, in Serie D. Nell'estate del 2019 passa all'Ostia Mare, sempre in Serie D.

### Tivoli Calcio 1919 e Albenga
A inizio agosto 2021 comincia la sua nuova avventura con la Tivoli Calcio 1919, che milita nel Campionato di Eccellenza. Il 15 maggio 2022, con questa maglia, ottiene una storica promozione in Serie D.
Il 21 luglio del 2022 firma con l'Albenga, militante in eccellenza.
Nel 2023 vince il campionato di Eccellenza e annuncia il ritiro dal calcio giocato.

## Statistiche

### Presenze e reti nei club
| Stagione          | Squadra             | Campionato        | Campionato | Campionato | Coppe nazionali | Coppe nazionali | Coppe nazionali | Coppe continentali | Coppe continentali | Coppe continentali | Altre coppe | Altre coppe | Altre coppe | Totale | Totale |
| Stagione          | Squadra             | Comp              | Pres       | Reti       | Comp            | Pres            | Reti            | Comp               | Pres               | Reti               | Comp        | Pres        | Reti        | Pres   | Reti   |
| ----------------- | ------------------- | ----------------- | ---------- | ---------- | --------------- | --------------- | --------------- | ------------------ | ------------------ | ------------------ | ----------- | ----------- | ----------- | ------ | ------ |
| 2001-2002         | Lodigiani           | C1                | 8          | 0          | CI-C            | ?               | ?               | -                  | -                  | -                  | -           | -           | -           | 8      | 0      |
| 2002-2003         | Lodigiani           | C2                | 11+0       | 0+0        | CI-C            | ?               | ?               | -                  | -                  | -                  | -           | -           | -           | 11     | 0      |
| 2003-gen. 2004    | Lodigiani           | C2                | 11         | 1          | CI-C            | ?               | ?               | -                  | -                  | -                  | -           | -           | -           | 11     | 1      |
| Totale Lodigiani  | Totale Lodigiani    | Totale Lodigiani  | 30         | 1          |                 | ?               | ?               |                    | -                  | -                  |             | -           | -           | 30     | 1      |
| gen.-giu. 2004    | Lazio               | A                 | 0          | 0          | CI              | 0               | 0               | UCL                | 0                  | 0                  | -           | -           | -           | 0      | 0      |
| 2004-2005         | Lazio               | A                 | 4          | 1          | CI              | 0               | 0               | CU                 | 0                  | 0                  | SI          | 0           | 0           | 4      | 1      |
| Totale Lazio      | Totale Lazio        | Totale Lazio      | 4          | 1          |                 | 0               | 0               |                    | 0                  | 0                  |             | 0           | 0           | 4      | 1      |
| 2005-gen. 2006    | Torino              | B                 | 11         | 1          |                 | -               | -               | -                  | -                  | -                  | -           | -           | -           | 11     | 1      |
| gen.-giu. 2006    | Catanzaro           | B                 | 14         | 2          |                 | -               | -               | -                  | -                  | -                  | -           | -           | -           | 14     | 2      |
| 2006-2007         | Torino              | A                 | 0          | 0          | CI              | 0               | 0               | -                  | -                  | -                  | -           | -           | -           | 0      | 0      |
| Totale Torino     | Totale Torino       | Totale Torino     | 11         | 1          |                 | 0               | 0               |                    | -                  | -                  |             | -           | -           | 11     | 1      |
| 2007-2008         | Ancona              | C1                | 25+0       | 3+0        | CI-C            | ?               | ?               | -                  | -                  | -                  | -           | -           | -           | 25     | 3      |
| 2008-2009         | Pescara             | 1D                | 0          | 0          | CI+CI-LP        | 1               | 0               | -                  | -                  | -                  | -           | -           | -           | 1      | 0      |
| gen.-giu. 2010    | Murata              | CD                | 9          | 6          | CT              | 5               | 4               | -                  | -                  | -                  | -           | -           | -           | ?      | ?      |
| 2010-2011         | Murata              | CD                | 19         | 13         | CT              | ?               | ?               | -                  | -                  | -                  | -           | -           | -           | ?      | ?      |
| Totale Murata     | Totale Murata       | Totale Murata     | 28         | 19         |                 | 5               | 4               |                    | -                  | -                  |             | -           | -           | 33     | 23     |
| 2012-2013         | Chieti              | 2D                | 32+2       | 18+0       | CI+CI-LP        | 2               | 1               | -                  | -                  | -                  | -           | -           | -           | 36     | 19     |
| 2013-2014         | L'Aquila            | 1D                | 31+1       | 10+0       | CI+CI-LP        | 0               | 0               | -                  | -                  | -                  | -           | -           | -           | 32     | 10     |
| ago. 2014         | L'Aquila            | LP                | 1          | 0          | CI              | 2               | 1               | -                  | -                  | -                  | -           | -           | -           | 3      | 1      |
| 2014-2015         | Como                | LP                | 32         | 3          | CI-LP           | 4               | 1               | -                  | -                  | -                  | -           | -           | -           | 36     | 4      |
| 2015-2016         | L'Aquila            | LP                | 31+2       | 4          | CI+CI-LP        | 2               | 1               | -                  | -                  | -                  | -           | -           | -           | 35     | 5      |
| Totale L'Aquila   | Totale L'Aquila     | Totale L'Aquila   | 66         | 14         |                 | 4               | 2               |                    | -                  | -                  |             | -           | -           | 70     | 16     |
| 2016-2017         | Racing Roma         | LP                | 36         | 17         | CI-LP           | 1               | 0               | -                  | -                  | -                  | -           | -           | -           | 37     | 17     |
| 2017-gen. 2018    | Racing Fondi        | C                 | 16         | 1          | CI-LP           | 2               | 2               | -                  | -                  | -                  | -           | -           | -           | 18     | 3      |
| gen.-giu. 2018    | Viterbese Castrense | C                 | 11+4       | 1+0        | CI-LP           | 5               | 1               | -                  | -                  | -                  | -           | -           | -           | 20     | 2      |
| 2018-2019         | Aprilia Racing      | D                 | 15         | 3          | CI-D            | 1               | 0               | -                  | -                  | -                  | -           | -           | -           | 15     | 3      |
| 2019-2020         | Ostia Mare          | D                 | 26         | 12         | CI-D            | 2               | 1               | -                  | -                  | -                  | -           | -           | -           | 28     | 13     |
| 2020-2021         | Ostia Mare          | D                 | 30         | 8          | CI-D            | -               | -               | -                  | -                  | -                  | -           | -           | -           | 30     | 8      |
| Totale Ostia Mare | Totale Ostia Mare   | Totale Ostia Mare | 56         | 20         |                 | 2               | 1               |                    | -                  | -                  |             | -           | -           | 58     | 21     |
| Totale carriera   | Totale carriera     | Totale carriera   | 370        | 102        |                 | 26              | 12              |                    | 0                  | 0                  |             | 0           | 0           | 396    | 114    |